# Altica vaccinia
Altica vaccinia är en skalbaggsart som beskrevs av Willis Blatchley 1916. Altica vaccinia ingår i släktet Altica och familjen bladbaggar. Inga underarter finns listade i Catalogue of Life.